# Lista dos maiores exoplanetas
Estes são os maioires planetas conhecidos, pelo menos duas vezes maiores que Júpiter e com massas 13 vezes menor que Júpiter.

## Lista
| Imagem | Nome                          | Raio (raio de Júpiter)                          | Notas                                                           |
| ------ | ----------------------------- | ----------------------------------------------- | --------------------------------------------------------------- |
|        | (não confirmado) FU Orionis B | 9.8                                             | Se confirmado, seria o exoplaneta mais grande conhecido.        |
|        | Sol (para referência)         | 9.8 / 1 391 400 km                              |                                                                 |
|        | Proplyd 133-353               | 7,33 ou 7,82 ± 0,81 (0,753 ou 0,804 ± 0,083 R☉) |                                                                 |
|        | OTS 44                        | 3.2 a 3.6                                       | Um planeta rebelde cercado por um enorme disco protoplanetário. |
|        | DH Tauri b                    | 2.7 ± 0.8                                       | Um gigante gasoso.                                              |
|        | XO-6b                         | 2.17 ± 0.2                                      | Está muito próximo de sua estrela, e é extremamente quente.     |
|        | ROXS 42Bb                     | 2.10 ± 0.35                                     |                                                                 |
|        | HAT-P-67b                     | 2.083+0.068-0.038                               |                                                                 |
|        | Cha 110913-773444             | 2 a 2.1                                         |                                                                 |
|        | SSTB213 J041757 A             | 2                                               | Um planeta binário, co-orbitando com um objeto de 1.7 RJ.       |